# 麥克·佛提奈維奇
麥可·蓋瑞·佛提奈維奇（英語：Michael Gary Foltynewicz，/foʊltɪˈnɛvɪtʃ/，1991年10月7日—），綽號「Folty」，為美國職棒大聯盟的投手，目前為自由球員。他先前曾效力過太空人、勇士與遊騎兵等隊。
2010年美國職棒大聯盟選秀，太空人在第一輪選進佛提奈維奇。他在2015年被交易到勇士隊，後來在2020年被勇士隊指定讓渡。

## 職業生涯

### 休士頓太空人

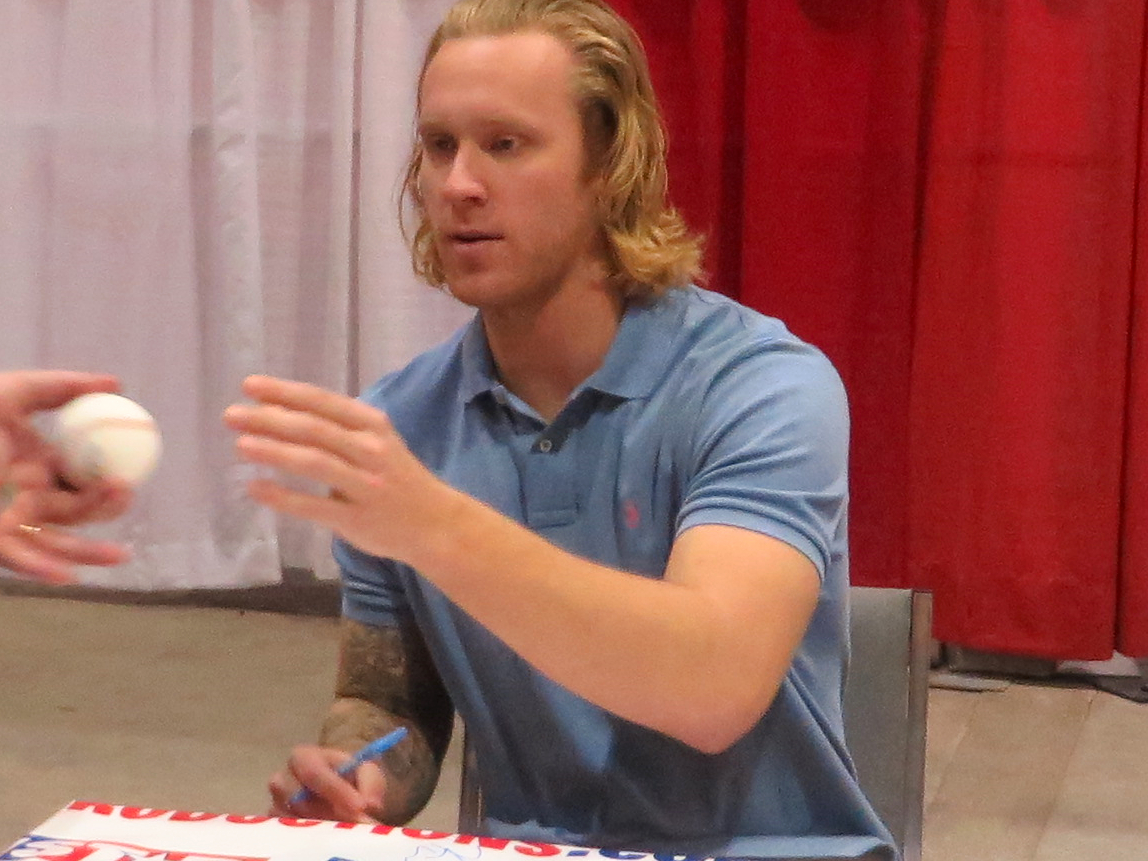
2014年，當時在替球迷簽簽名球的佛提奈維奇

太空人在2010年選秀會上於首輪19順位選進佛提奈維奇。他原本打算繼續攻讀大學，不過最後仍選擇和球隊簽約。該年他從新人聯盟出發，隔年升上1A。
2012年，他在1A投出14勝4敗，防禦率3.14的成績。他也獲得升上2A的機會，後來他拿下5勝3敗，防禦率為2.87。

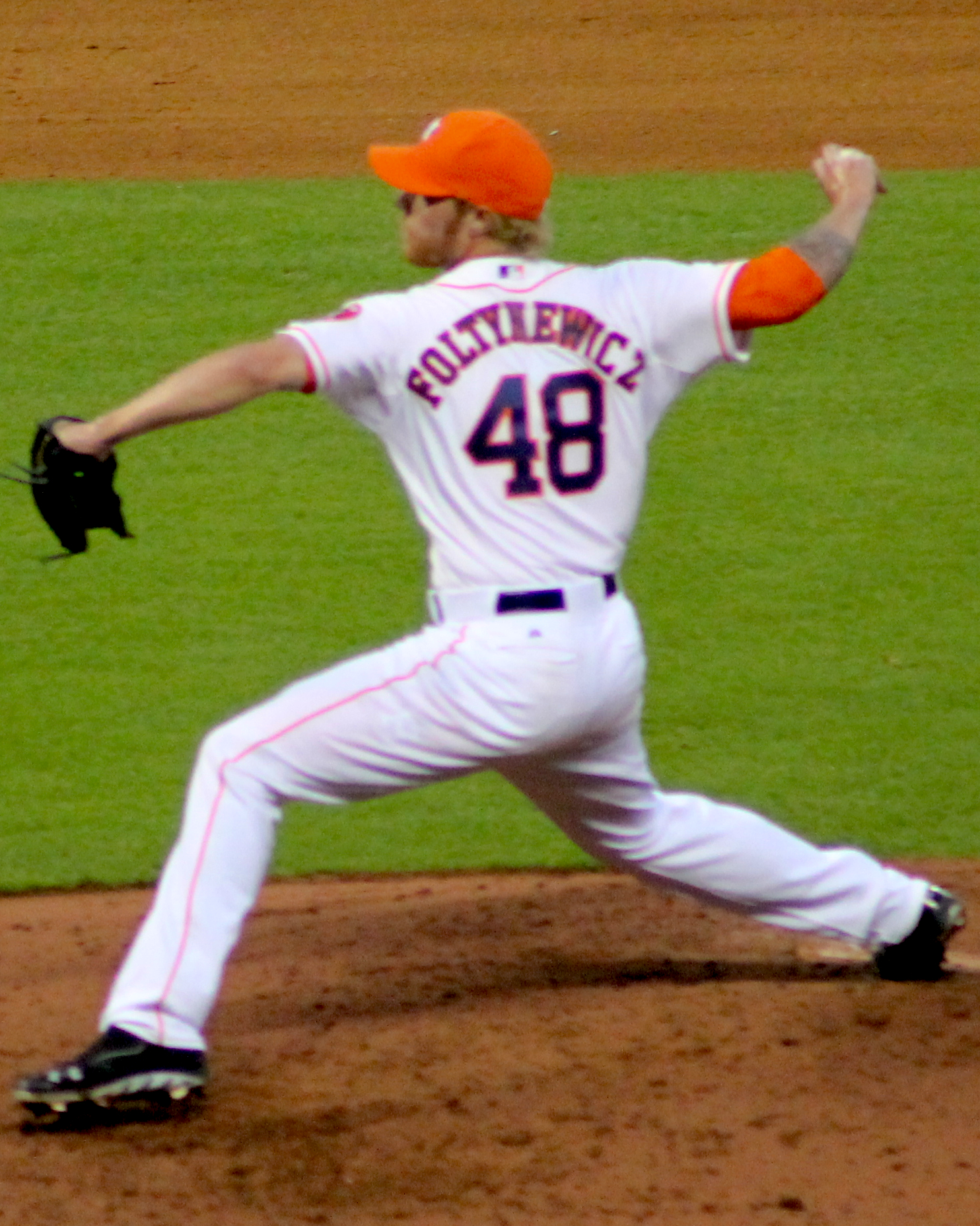
2014年在太空人時期的佛提奈維奇

2014年8月2日，在3A拿下7勝7敗的佛提奈維奇升上大聯盟。不過這年他吞下1敗，防禦率為5.30。

### 亞特蘭大勇士
2015年1月14日，太空人用佛提奈維奇、Andrew Thurman及Rio Ruiz等球員向勇士隊交易Evan Gattis跟James Hoyt。佛提奈維奇開季先待在3A，後來因為Chris Johnson受傷而成功登上大聯盟。表現不佳的崔佛·卡希爾也被佛提奈維奇取代其位置。他在勇士隊的初登場便奪下勝投，而且還敲出大聯盟首安。後來他因為防禦率偏高而遭到下放，不過隨著Joey Terdoslavich也被下放，佛提奈維奇成功重返大聯盟。8月中旬，佛提奈維奇表現開始下滑。後來他在9月份確診罹患軟骨炎，到後來甚至發展成肺炎。最後他動了肋骨切除手術，並因為瘦了約9.1公斤。2015年，他拿下4勝6敗，防禦率5.71。
2016年，球團為了讓他養傷而將他暫時下放小聯盟。不過這年勇士隊的投手群可說是傷兵滿營，使得他在6月底必須歸隊支援先發。
2017年6月30日，佛提奈維奇投了8局無安打，可惜在第9局被敲出全壘打。這年他拿下10勝13敗，防禦率4.79。
2018年6月1日，佛提奈維奇拿下生涯首場完投完封勝。他在上半季以6勝5敗入選明星賽。2018年國家聯盟分區賽，佛提奈維奇擔任首場先發，不過他僅投2局便失4分吞敗。
2019年，他與球隊簽下1年547萬5000美元的合約。由於手肘受傷，他無法擔任勇士隊的開幕戰先發。[2019年國家聯盟分區賽]]，雖然他贏得第二戰，卻在第五戰大崩盤，讓勇士隊提前被淘汰。
2020年，他與球隊簽下1年642萬5000美元的合約。然而他在該年球季的第一場先發只投了3局便狂失6分，最後也被球隊揮棄。他在7月30日被球隊釋出，11月2日投入自由市場。

### 德州遊騎兵
2021年2月10日，他和遊騎兵隊簽下1年200萬美元的合約。

## 個人生活
佛提奈維奇目前已婚，2018年其長子出生。

## 外部連結
- 球員資訊和成績在MLB，ESPN，Baseball-Reference，Fangraphs（英文）
- 麥克·佛提奈維奇的X（前Twitter）